# María Izquierdo Rojo
María Izquierdo Rojo (Oviedo, 13 settembre 1946) è una politica, filologa e sindacalista spagnola, membro del Partito Socialista Operaio Spagnolo ed europarlamentare dal 1989 al 2004.

## Biografia

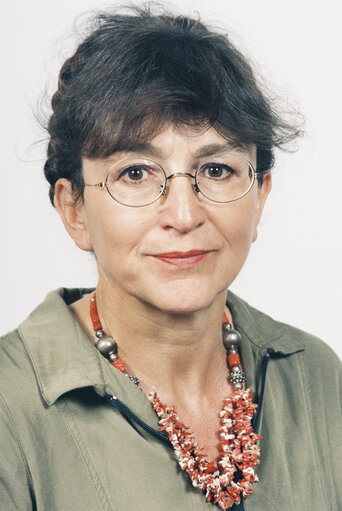
María Izquierdo Rojo al Parlamento europeo

María Izquierdo Rojo conseguì il dottorato in lettere e filosofia presso l'Università di Oviedo, con una tesi sulla produzione letteraria di Juan Carlos Onetti. Nel 1973 si trasferì a Granada, dove divenne docente ordinaria all'Università locale. Sposò un collega insegnante, ma il matrimonio fallì dopo poco tempo.
Negli anni settanta affiancò all'attività professionale di filologa la militanza politica con il Partito Socialista Operaio Spagnolo (PSOE), inizialmente in clandestinità e subendo anche un arresto per aver affisso dei manifesti. Fu inoltre impegnata come sindacalista all'interno dell'Unione Generale dei Lavoratori. A distanza di molti anni, venne ricordata come una delle donne più importanti della transizione spagnola.
Dopo la fine della dittatura franchista, María Izquierdo Rojo prese parte alle elezioni del 1977 e venne eletta al Congresso dei Deputati, divenendo una delle madri costituenti della Spagna. Ricordando quel periodo, affermò: "In quei primi tempi, le donne erano spesso trattate come vasi, oggetti bellissimi per adornare le liste in posizioni relegate. Si riteneva che non fossimo ancora pronte per raggiungere posizioni dirigenziali. Molte delle donne della mia età sono state discriminate, per il fatto di essere donne, per i primi cinquant'anni della loro vita e ora, nella maturità, scoprono di essere discriminate per il fatto di essere più anziane. Questioni come la pianificazione familiare, il divorzio o l'aborto erano tabù e la sinistra ha pagato un alto prezzo elettorale per averle difese".
Fu riconfermata per un secondo mandato anche nelle elezioni del 1979
Nel 1978 fu inoltre eletta nella Giunta dell'Andalusia, all'epoca ancora pre-autonoma e partecipò inoltre alla presentazione del progetto di autonomia. Sempre in Andalusia, María Izquierdo Rojo fondò, ispirandosi al modello francese, i primi consultori femminili.
Nel 1982 venne nominata Segretario di Stato per le Comunità Autonome e nel 1986 tornò alle Corti Generali come deputata, dopo aver vinto un seggio nelle elezioni parlamentari.
All'interno del PSOE fu segretario generale e presidente della sezione di Granada (1975-1977), membro del comitato federale (1976-1990) e segretario della politica regionale della commissione esecutiva federale del PSOE (1979-1981), nonché segretario esecutivo dello stesso (1981-1984).
Approdò al Parlamento europeo dopo essersi affermata nelle elezioni del 1989, venendo poi riconfermata nelle tornate del 1994 e del 1999. All'interno dell'assemblea, fu membro della commissione per la politica regionale e l'assetto territoriale, della commissione per gli affari istituzionali e della commissione per l'agricoltura e lo sviluppo rurale; fu inoltre presidente della delegazione per le relazioni con i paesi del Maghreb e l'Unione del Magreb arabo (1994-1997).
Al termine dell'esperienza come eurodeputata, María Izquierdo Rojo tornò a svolgere la professione di docente universitaria.
Continuò ad essere attiva nella scena politica; nel 2008, venne per la prima volta esclusa dal ruolo di delegata per i congressi nazionali e regionali del PSOE per aver difeso un emendamento a favore della democrazia interna nel congresso provinciale del partito.